# تشارلز ويليام جارفيس
تشارلز ويليام جارفيس هو سياسي كندي، ولد في 18 مارس 1866، وتوفي في 15 يوليو 1932 في كندا. حزبياً، نشط في حزب أونتاريو المحافظ التقدمي. وقد انتخب عضو برلمان مقاطعة أونتاريو.